# Abszorpciós hűtőszekrény

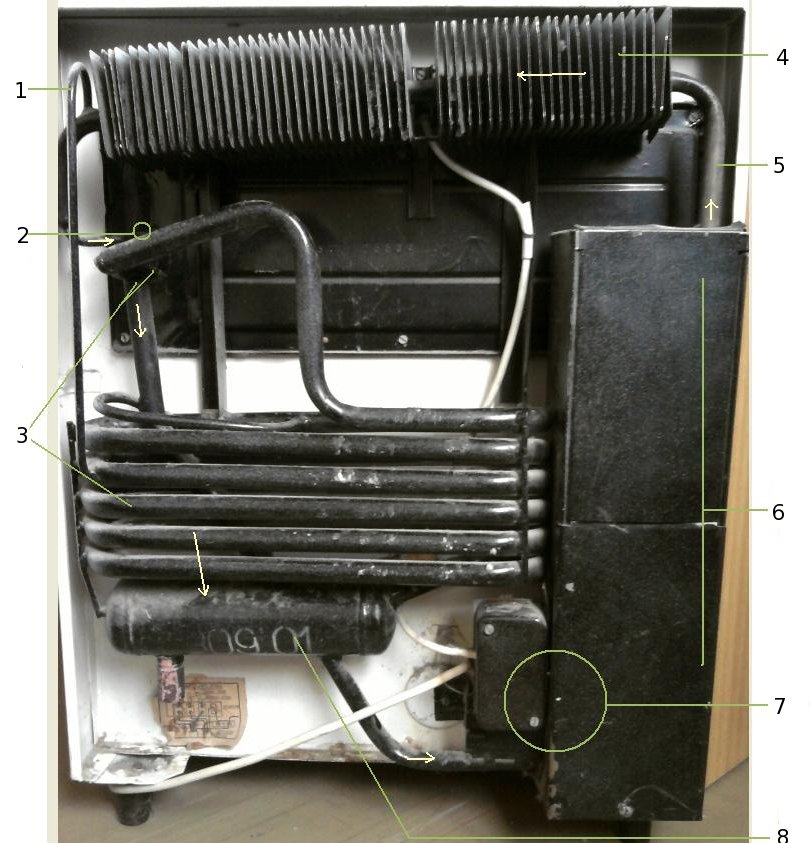
Egy abszorpciós hűtőszekrény hátsó része

Az abszorpciós hűtőszekrény hőszivattyúval működő hűtőgép. A beépített hőszivattyú a hűtőközeget kétszeri halmazállapot-változása útján mechanikai, villamos vagy hőenergia bevitelével szállítja egy alacsonyabb energiaszintről egy magasabb energiaszintre.

## Története
A folyamatos üzemű abszorpciós hűtőgép megalkotása a francia Ferdinand Carré nevéhez fűződik (1860), aki emellett a periodikus működésű hűtőberendezések megalkotója is volt. A Carré-féle folyamatos működésű hűtőrendszer azonban még mindig tartalmazott egy mozgó alkatrészt, az ún. oldalszivattyút, ezért háztartási célokra nem lehetett alkalmazni.
1920-ban a svéd Electrolux cég két mérnöke, Carl Munters és Baltazar von Platen sikerrel találták meg a hidrogént mint kiegyenlítő gázt, valamint egy ún. termoszifon pumpát alkalmaztak az oldat mozgatására. Ezzel megteremtették a 25–100 W hűtőteljesítmény előállítására – tehát háztartási célokra is – alkalmas hűtő-aggregátokat. Ezzel megteremtődött a mozgó alkatrész nélküli kiegyenlítő-gázos abszorpciós hűtő-aggregátok gyártásának a lehetősége. Miután 1925-ben az Electrolux megvásárolta a szabadalmat, már 1926-ban megkezdődött a sorozatgyártás, amely jelentős sikert hozott a svéd cég számára.
Albert Einstein ugyancsak kidolgozott egy szabadalmat az abszorpciós hűtő-aggregátra. Ebben közvetlen munkatársa és tanítványa, Szilárd Leó is közreműködött. Az Einstein–Szilárd-féle aggregát elvét 1922-ben találták, amely egy fejlesztési alternatívát adott Munters és Platen felfedezésére. Az amerikai szabadalmi hivatal 1930. november 11-én jegyezte be a szabadalmat (U.S. Patent 1,781,541 számon). Később ezt a szabadalmat is megvásárolta az Electrolux.
Az Electrolux szabadalmi jogának első lejárta után – a második világháború következményeként Európa többi országában még hat évig a szabadalmi oltalom fennmaradt – Hans Stierlin svájci mérnök, aki később a Svájci Központi Technológia Intézet tiszteletbeli doktora lett, élt a gyártási lehetőséggel, saját szabadalmával sikeresen továbbfejlesztette az abszorpciós hűtőegységet és az általa alapított SIBIR cég 1944-ben kezdte el az abszorpciós hűtőszekrények gyártását Schlierenben. Folyamatos fejlesztéssel fokozatosan komoly versenytársa lett az abszorpciós berendezések gyártásában az Electrolux cégnek. Az 1960-as évekre a SIBIR név teljesen azonosult az abszorpciós hűtőszekrényekkel.
A szabadalmi jog lejárása után a világ számos országában készültek ilyen hűtőszekrények.
Az akkori adatok szerint összehasonlítva a kompresszoros hűtőszekrényekkel, ezek az abszorpciós hűtőszekrények sokkal olcsóbbak voltak, és az irántuk való igény jelentősen növekedett. Európában az 1960-as évek elején – 1962 adat szerint – a háztartási hűtőkészülékeknek kb. az 50%-a volt abszorpciós típusú hűtőkészülék.

## Magyarországi gyártás
A magyarországi gyártás története szinte teljesen összefonódott a jászberényi Lehel Hűtőgépgyár történetével, ahol a sorozatgyártás 1962-ben kezdődött el. A cég a szabadalmat egy magyar vállalattól, a Távközlési Kutatóintézettől (TÁKI) vásárolta meg. A TÁKI-t 1950-ben hozták létre információközlő rendszerek és berendezések kutatására és kidolgozására.
A licenc alapján indult a gyártás Jászberényben és az első modell az L 70 AV nevű, kb. 70 liter űrtartalmú, inkább csak jégkészítésre alkalmas készülék volt. Ezt a típust kb. 6–7 évig gyártották és összesen kb. 130 000 db készült belőle. Ennek a modellnek 1966–1967-ben készült egy kisebb változata, amely az L 50 AV nevet kapta. Ez a modell 3–4 évig volt gyártásban és mintegy 90 000 db készült belőle. Mindkét típus csak villamos fűtéssel volt üzemeltethető és energiafogyasztásuk napi 2,5-3,0 kWh volt 100 liter űrtartalomra vonatkoztatva. Ezeknek a típusuknak a gyártása időigényes, gazdaságtalan volt, működésük megbízhatatlan volt.
Fontos fordulópontot jelentett a magyarországi gyártásban az 1965-ben Madridban rendezett nemzetközi hűtéstechnikai kongresszus, amelyen részt vett Halász László, a Budapesti Műszaki Egyetem tanára. Ő figyelt fel Hans Stierlin, a SIBIR cég tulajdonosának az előadására. Ennek az előadásnak a híre eljutott a gyár legfelsőbb vezetéséhez is. Ennek nyomán hosszas előkészítő munka indult el. Bekapcsolódott az ügybe az illetékes külkereskedelmi vállalat, a TRANSELECTRO is, majd 1969 elején licenc- és know-how-szerződés aláírására került sor. A licenc-szerződés először az S 60 típusú gyártmányra vonatkozott, amelynek gyártása 1970-ben indult el.
1971-ben ezt követte az S 140 gyártmány gyártási jogának a megvásárlása, amelyet három évig gyártottak, majd időközben ennek helyére a könnyebben gyártható S 150-es lépett 1973-ban. Mindkét gyártmány kb. 15 liter körüli mélyhűtő-térrel és a normál elpárologtatóval, valamint automatikus leolvasztással rendelkezett. Ezek a gyártmányok alkalmasak voltak háromféle (utas) fűtésre, 220 V-os, 24 V-os, vagy PB-gázos üzemmódra.
Később, 1979-ben a Sibir céggel való szerződés egy újabb céggel, a Camping Gazzal kötött licenc/know-how szerződés megkötéséhez vezetett, ez pedig további jelentős piaci bővüléshez vezetett a gyártó számára. A fejlesztések eredményeként az 1980-as években a Lehel Hűtőgépgyár az abszorpciós hűtőszekrények piacán fokozatosan komoly versenytársa lett az Electrolux cégnek .
Az abszorpciós készülékek elsősorban a speciális alkalmazásoknál (pl. kemping célok, lakókocsik, szállodák stb.) jutnak szerephez. 1991-ben a Lehel Hűtőgépgyárat felvásárolta az Electrolux, a privatizáció után jelentős mértékben fejlesztették a gyártást. Napjainkban Dometic Rt. keretein belül folyik az abszorpciós készülékek gyártása.